# Prací zvon

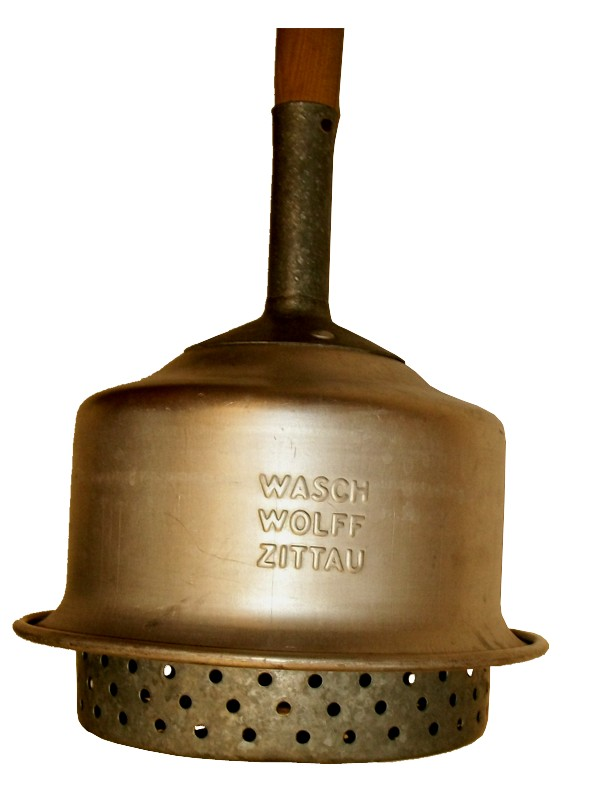
Prací zvon

Prací zvon (zvon na praní) je nástroj určený k praní prádla, který se objevil na konci 19. století. Prací zvon se skládá ze dvou plechových zvonů, mezi nimiž je pružina nebo soustava otvorů a využívá při vertikálním pohybu vznikajícího vztlaku, který odstraňuje nečistotu z prádla. Na tomto principu časem vznikla pračka s jedním či více zvony, tzv. zvonová pračka.